# Kleinkastell Auf der Burg
Das Kleinkastell Auf der Burg, auch Wp 4/79 (Wachtposten) nach der Nummerierung der Reichs-Limeskommission (RLK), war eine römische Fortifikation an der Wetteraulinie des Obergermanisch-Rätischen Limes. Es befand sich südwestlich der Ortschaft Unter-Widdersheim, Gemeinde Nidda im Wetteraukreis in Hessen.

## Lage
Eine kegelförmige, oben plateauartig abgeflachte Anhöhe bildet den äußersten Vorsprung eines gegen die Horloff streichenden Höhenzugs. Sie wird seit alters her Die Burg genannt. Die Aussicht in das Limesvorland war von hier durch den Höhenzug, den sogenannten Buchwald, beschränkt. Von der exponierten Lage hatte man jedoch einen weiten Einblick in das Limeshinterland bis zu den Türmen auf dem Gaulskopf und dem Johannisberg bei Bad Nauheim.

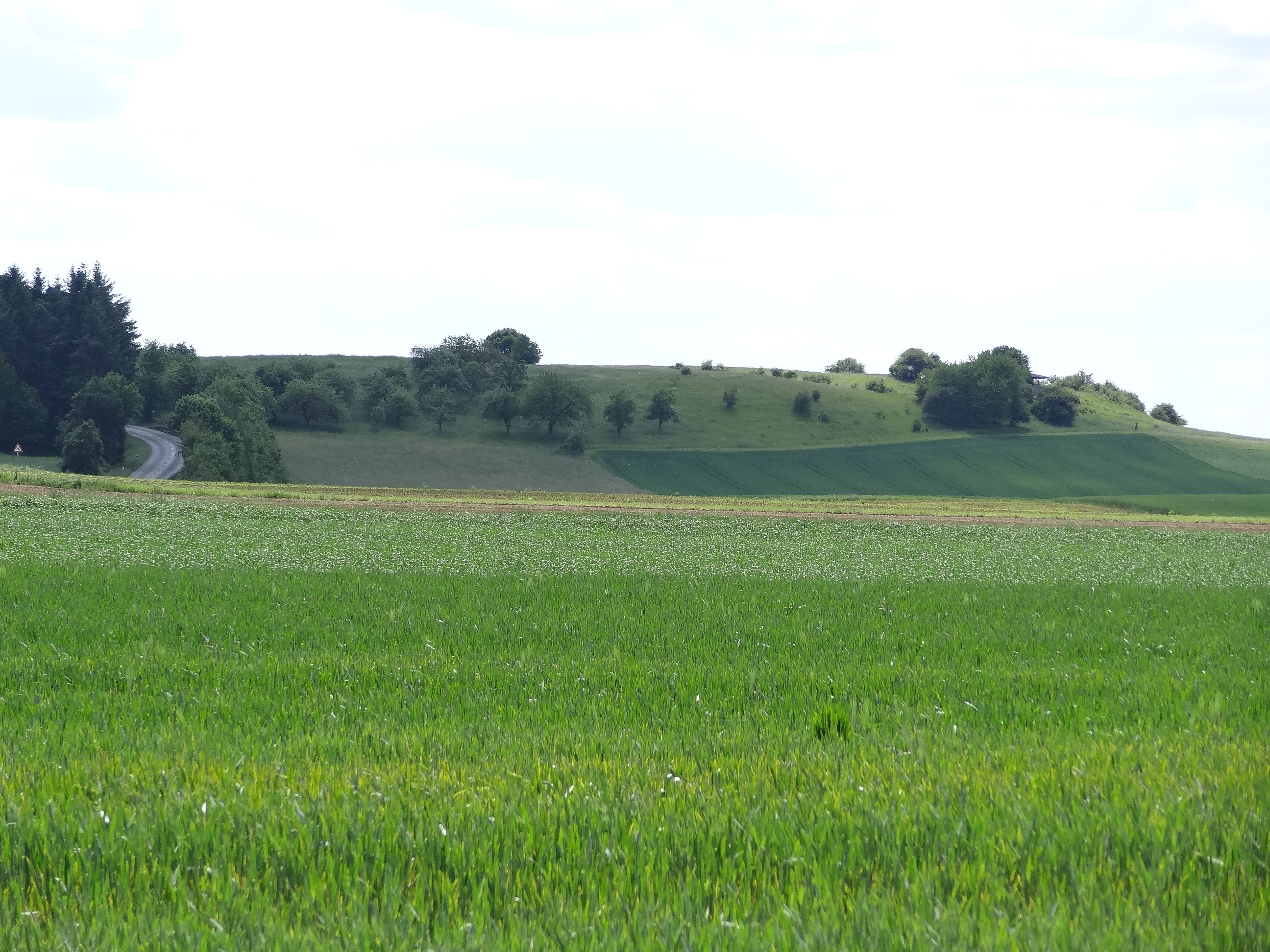
Ansicht der markanten Erhöhung von Norden
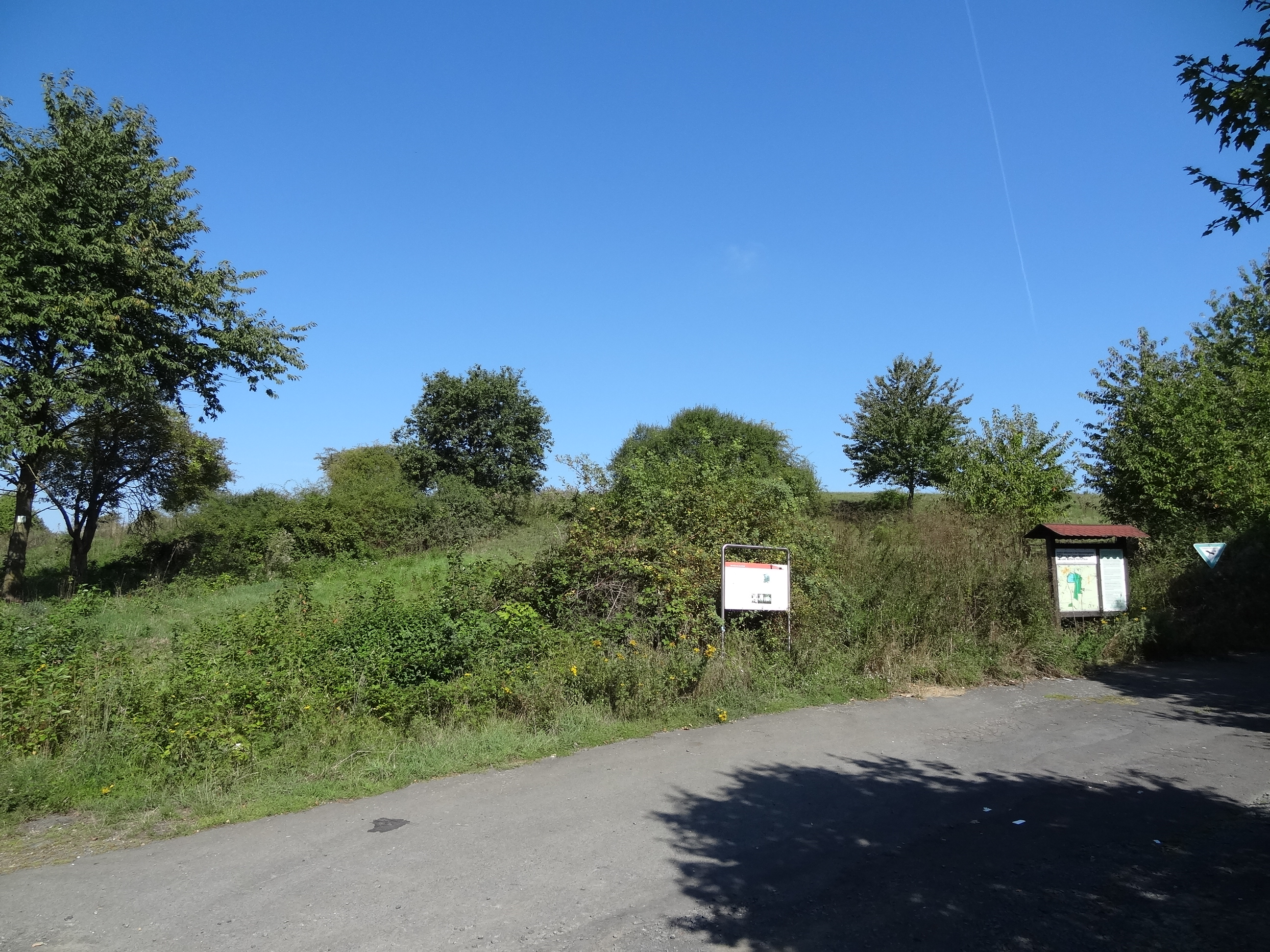
Situation vor Ort 2014 mit Schautafeln

## Kastell

KK „Auf der Burg“ im Limeswerk

Der Friedberger Rektor Johann Philipp Dieffenbach berichtete zuerst von dem Fund einer Münze der Faustina und erkannte die Burg als Römerstätte. Der Streckenkommissar Friedrich Kofler ließ Grabungen durchführen, die ein Gebäude mit den Maßen 29,5 × 12 m erbrachten. Ein westlicher Annex von 18,5 × 4 m ist durch Zwischenwände in drei, der Hauptbau in sechs Räume unterteilt. Eine Umfassungsmauer suchte Kofler auf dem felsigen Boden vergeblich, er vermutete sie im Südosten des Plateaus, wo neuzeitliche Steinbrüche tief einschneiden. Am Nordrand einer zentral liegenden Vertiefung, vermutlich auch ein Steinbruch, fand Kofler Scherben römischer Gefäße, darunter auch verzierte Terra Sigillata.
Die Existenz eines Kastells ist deshalb mit Unsicherheiten behaftet. Man wird von der Lage direkt am Limes aber keine Villa rustica in dem Gebäude sehen. Entweder wurde es von einer nicht aufgefundenen Mauer umschlossen oder ein Kastell lag östlich des Gebäudes auf dem Plateau. Im ersten Fall müsste es eine Größe von etwa 40 × 45 m besessen haben. Pläne wurden von Kofler nicht angefertigt, so dass heute selbst die Lage des nachgewiesenen Gebäudes unklar ist.

## Limesverlauf vom Kleinkastell Auf der Burg zum Kleinkastell Haselheck
Der Limes verläuft in dem Bereich durch stark landwirtschaftlich genutztes Areal der östlichen Wetterau und ist nicht sichtbar. Im Bereich des Kleinkastells Auf der Burg muss ein leicht einspringender Winkel des Limes angenommen werden. Wachturmstellen wurden vermutet und von der RLK mit Wp 4/80 bis Wp 4/84 nummeriert, aber nicht aufgefunden. Sichtbare Abschnitte des Limeswalles gibt es erst wieder im Bereich des sich südlich anschließenden Kleinkastells Haselheck bei Echzell.

## Denkmalschutz
Das Kleinkastell Auf der Burg und die erwähnten Anlagen sind als Abschnitt des Obergermanisch-Rätischen Limes seit 2005 Teil des UNESCO-Welterbes. Außerdem ist es ein Bodendenkmal im Sinne des Hessischen Denkmalschutzgesetzes. Nachforschungen und gezieltes Sammeln von Funden sind genehmigungspflichtig, Zufallsfunde an die Denkmalbehörden zu melden.